# 椎原

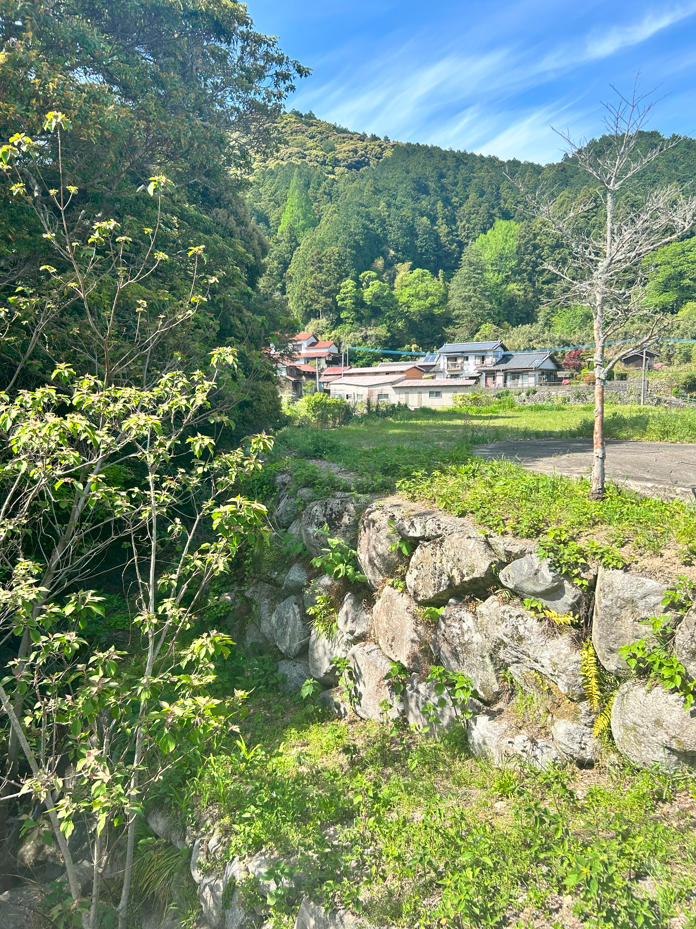
椎原

椎原（しいば）は、福岡県福岡市早良区の地名（大字）。郵便番号は、811-1133

## 概要
椎原は、福岡県福岡市早良区南部に位置する、脊振山系の山間部とその麓に位置しており、面積の90％以上が山林である。
都市中心部からは距離があり、周囲には農地や山林が広がる。地勢上、宅地開発は限定的であり、福岡市内では自然環境が比較的良好に保持されている。

## 歴史
椎原地域には、古代より人の営みがあったことが確認されている。2002年に実施された発掘調査により、「椎原A遺跡」から縄文時代後期から弥生時代にかけての遺物が出土している。
中世には、脊振山の山頂に存在した東門寺が周辺地域の宗教的中心地となり、山岳密教の山であった脊振山信仰とともに椎原地域もその信仰圏に含まれていた。
明治時代初頭には、征韓論政変(明治六年政変)後、江藤新平ら旧政府反対派が政府軍と対峙する際、椎原峠や周辺の山道が移動経路として利用されていた。
町村制施行時は早良郡脇山村内の大字であった。昭和の大合併期の1955年に周辺2村と合併して早良村となったのち町制施行して早良町となり、1975年に福岡市に編入された。編入当初は西区の一部になったが、1982年に西区が3分割された際に早良区の一地域となった。

## 交通
福岡市中心部からは国道263号線（早良街道）を経由し、早良平尾交差点より南東へ分岐する県道136号線を通じて到達する。この県道136号線は隣の板屋地域にもつながっており、五ケ山ダム（那珂川市）から板屋地区を経由して到達することも可能である。
公共交通機関の運行は限定的であり、地域内に鉄道駅は存在しない。バス路線としては西鉄バスが早良営業所 - 椎原間に平日は概ね1-2時間に1本、土日祝日は概ね2時間に1本程度運行されている。管轄する早良区役所入部出張所には乗り換えなしで行くことができるが福岡市中心部との間を往来する場合、早良営業所で乗り換えることになる。